# سن-آدالبر، کبک
سن-آدالبر (به فرانسوی: Saint-Adalbert) شهری در منطقه شهری لیزله ناحیه شودییر-آپالاش در استان کبک کانادا است. در سرشماری سال ۲۰۱۱ این شهر ۶۹۴ نفر جمعیت داشته‌است و مساحت آن ۲۱۳٫۹۵ کیلومتر مربع است.